# 端义宏
端义宏（1963年9月—），男，江苏南京人，中国气象学家，现任中国气象科学研究院院长，中国气象学会副理事长。2023年接替俞紀新出任世界气象组织台风委员会秘书长。